# Конституция Нагорно-Карабахской Республики
Конституция Нагорно-Карабахской Республики (арм. Արցախի Սահմանադրություն) — основной закон непризнанной Нагорно-Карабахской Республики (НКР). На сегодняшний момент утратила силу в связи с упразднением НКР.
Принята 10 декабря 2006 года на референдуме. Состояла из 142 статей. До вынесения на референдум проект конституции был подготовлен Конституционной комиссией, рассматривался Национальным собранием и был принят в двух чтениях большинством голосов.

## Структура
- Преамбула
- Глава 1. Основы конституционного строя
- Глава 2. Основные права, свободы и обязанности человека и гражданина
- Глава 3. Президент Республики
- Глава 4. Национальное Собрание
- Глава 5. Правительство
- Глава 6. Суды
- Глава 7. Прокуратура
- Глава 8. Защитник прав человека
- Глава 9. Контрольная палата
- Глава 10. Местное самоуправление
- Глава 11. Принятие, изменение конституции и референдум
- Глава 12. Заключительные и переходные положения